# Osmunda regalis
Osmunda regalis L., nota come felce florida, è una felce di grandi dimensioni della famiglia Osmundaceae, diffusa in Europa, Africa, Asia, e nelle Americhe. È l'unica specie europea del genere Osmunda.

## Distribuzione e habitat
Osmunda regalis, nonostante la riduzione degli areali dovuta alle bonifiche dei terreni acquitrinosi, è largamente diffusa in tutta l'Europa occidentale, ma è presente in stazioni isolate anche nell'est Europa, in Svezia, Polonia e Turchia.

In Italia questa felce è discretamente diffusa; importanti stazioni si trovano ad esempio in Toscana nel lago di Massaciuccoli, nella Paduletta di Ramone all'interno del Padule di Fucecchio, nel lago di Sibolla, nei boschi igrofili nell'area del prosciugato padule di Bientina, in stazioni isolate nelle colline delle Cerbaie, sul monte Pisano e sul Monte Amiata. È presente anche all'Elba e a Montecristo. In Italia meridionale, in particolare in Calabria, è degna di nota la presenza lungo il corso della fiumara calabrese Ancinale e sulle rive dei laghi naturali presenti nel comune di Fagnano Castello.
In gran parte d'Europa è in regresso a causa della riduzione delle zone umide, mentre in alcune zone di grande diffusione in Italia ha addirittura rischiato l'estinzione a causa del prelievo indiscriminato di pani di terreno contenenti l'apparato radicale della pianta per ricavarne la cosiddetta osmunda, ovvero terreno per la coltivazione delle orchidee, ad opera di floricoltori.
Vegeta nei terreni umidi ed acidi, in particolare boschi igrofili, paludi, sfagnete.

## Descrizione
Si tratta di una pianta erbacea decidua con fronde separate fertili e sterili. I rami sterili raggiungono i 160 cm di altezza e una larghezza di 30–40 cm. Le fronde sono larghe, bipennate, con 7-9 coppie di pinne lunghe fino a 30 cm; ciascuna pinna possiede 7-13 pinnule lunghe 2,5-6,5 cm e larghe 1–2 cm. Le fronde fertili sono più basse ma di portamento più eretto, alte 20–50 cm con perlopiù 2-3 coppie di pinnule sterili alla base, e in cima 7-14 coppie di pinne fertili coperte di fitti accumuli di sporangi, detti sori.

## Varietà
Tradizionalmente si identificano tre-quattro varietà:
- Osmunda regalis var. regalis. Europa, Africa, Asia sudoccidentale .
- Osmunda regalis var. panigrahiana R.D.Dixit. Asia meridionale (India).
- Osmunda regalis var. brasiliensis (Hook. & Grev.) Pic. Serm. Regioni Tropicali del Centro e Sud America; alcuni autori la includono nella varietà  spectabilis
- Osmunda regalis var. spectabilis (Willdenow) A.Gray.  Nord America, fascia orientale. Leggermente più bassa della regalis.

Altre due specie molto simili sono note, Osmunda lancea e Osmunda japonica.  Recenti analisi genetiche (Metzgar et al, 2008) mostrano che le varietà del nuovo mondo sono in un clade strettamente imparentata con le varietà Europee asiatiche di Osmunda regalis. Se questo fosse vero O. lancea and O. japonica dovrebbero essere quindi varietà di O. regalis, oppure al contrario, O. regalis var. spectabilis dovrebbe essere una specie separata, Osmunda spectabilis Willdenow.  La var. brasiliensis dovrebbe essere considerata quindi Osmunda spectabilis Willdenow var. brasiliensis Hooker & Greville.

## Usi
Si è già menzionato come l'apparato radicale venga utilizzato in floricoltura per la coltivazione di orchidee ed altre epifite.
Nella mitologia slavonica gli sporangi, chiamati Fiori di Perun possederebbero numerose capacità magiche, darebbero a chi ne impugna la capacità di scacciare demoni, di realizzare i propri desideri, scoprire segreti, e comprendere il linguaggio degli alberi. La raccolta dei fiori di Perun è però un rituale complesso e pericoloso; dovevano essere raccolti la notte di Kupala, poi, dopo l'avvento del Cristianesimo, durante la notte di Pasqua. I raccoglitori dovevano rimanere entro un circolo tracciato attorno alla pianta e sopportare minacce e scherni da parte di entità demoniache.
Come avviene per molte altre felci, i giovani germogli della felce florida sono consumate come cibo, che si dice abbia un sapore simile a quello dell'asparago. Nella cucina reale coreana viene usata per preparare un piatto detto namul.